# 요시자와 겐키치
요시자와 겐키치(일본어: 芳澤 謙吉, 1874년 1월 24일 ~ 1965년 1월 5일)는 일본의 외교관으로, 1932년 일본의 외무대신을 지냈다.

## 인물
요시자와는 1874년, 니가타현의 조에쓰시에서 태어나, 도쿄 제국대학 문과 대학 영문 학과를 졸업하고, 1899년 외무성에 들어갔다. 1902년 중국 아모이의 일본 영사에 임명되었고, 후에는 상하이의 영사에 임명되었다.
1905년 요시자와는 이누카이 쓰요시 (후에 일본의 총리를 지냄)의 장녀와 결혼하고, 런던으로 이주하였다. 잉글랜드에서 몇 년간 거주한 뒤, 일본 대사관의 1등 서기관이 되었으며, 1912년에는 중국의 한커우에서 총영사 지위가 주어졌다. 1923년부터 1929년까지 중국의 베이징과 톈진의 일본 영사관에서 근무했으며, 1925년 베이징에서 소련 외무장관 레프 카라한과 회담에서 일본과 소비에트 연방 간의 국교 회복을 목적으로 한 일소기본조약 (日ソ基本条約) 을 체결하였다. 요시자와는 나중에 주 프랑스 일본 대사, 국제 연맹의 공식 대표를 역임하였다.
1932년 1월 14일부터 1932년 5월 26일까지 이누카이 쓰요시 내각의 외무대신을 지냈으며, 5·15 사건의 영향으로 이누카이 내각이 해산된 뒤, 요시자와는 천황 히로히토의 명령으로 귀족원 의원에 칙선, 입헌정우회 (立憲政友会) 에 들어갔다.
1940년 네덜란드령 동인도 경제 교섭 (蘭印経済交渉, 난인경제교섭) 전권, 1941년부터 1944년까지 주 프랑스령 인도차이나 대사를 지냈다. 1945년 추밀원 고문관이 되었고, 제2차 세계 대전이 끝난 뒤인 1946년에 공직에서 추방되었다. 1951년 공직 추방이 해제되었으며, 1952년 주 중화민국 대사를 역임하였다. 1956년 공직에서 은퇴하였고, 1965년 92세의 나이로 사망하였다.